# Американская морская чернеть
Америка́нская морска́я че́рнеть, или ма́лая морска́я че́рнеть (лат. Aythya affinis) — среднего размера водоплавающая птица семейства утиных.

## Описание
Длина тела 38—48 см, вес — 700—1200 г. В окрасе ярко выраженный половой диморфизм. Оперение селезня контрастное чёрно-белое — чёрные перья головы, шеи, передней части груди, брюхо белое. Клюв голубоватый, глаза жёлтые. На голове самцов хорошо заметен фиолетовый отлив. Самка окрашена преимущественно в коричневые и бурые тона. Вокруг основания клюва заметно широкое белое кольцо перьев. Молодые птицы очень похожи на самок.

## Распространение
Вид распространён в США (в том числе в Аляске) и Канаде. Населяет озёра, поросшие камышом. Перелётная птица. Зимой мигрирует южнее в США, в Центральную Америку и на север Южной Америки. Залётный вид в Европе.

## Питание
Питание состоит из водорослей и мелких животных.

## Размножение
Период инкубации составляет от 21 до 28 дней, птенцы становятся самостоятельными через 45—50 дней.